# Bedreddin Mahmud Bey
Bedreddin Mahmud Bey (Badr al-Din Mahmud Beg) fou emir o beg (bey) de la dinastia dels Karaman-oğhlu o Karamanoğulları, sovint anomenada també karamànida o dels karamànides. Era fill de Karaman Beg.
Va rebre territoris al Iç-Il del sultà mameluc Bàybars I el 1277 i deu anys després va reconèixer la sobirania del seu germà Güneri Bey. El 1288 es va sotmetre al seljúcida Giyath al-Din Masud II. El 1295, el rei Enric II de Xipre va desembarcar les seves tropes a Alaiyya (Alanya) però fou atacat per Mahmud Beg que el va obligar a reembarcar.
A la mort del seu germà Güneri Bey el 1300, va agafar la direcció de la família. El seu regnat està mol pobrament documentat, però quan el soldà seljúcida Masud II va morir el 1308, va veure la seva oportunitat de capturar Konya, la capital dels seljúcides del Soldanat de Rum. Segons Neshri el 1307/1308 els karamànides i el poderós beg turcman Aldum (desconegut) van derrotar i matar el cap mongol Kazandjuk en un dels congosts de les muntanyes del Taure i va deixar dos fills Yashki Beg i Sulayman i el primer va "portar el mateix títol que el seu pare a Ermenek", el que voldria dir que va tenir capital en aquesta ciutat.
Yashki Beg és anomenat Yashki Khan en altres fonts (modern Yahşı Han o Yahşı Bey o Yahşı Han Bey o Beg) i totes coincideixen en fer-ne el successor de Mahmud vers el 1308. Mahmud va deixar altres fills: Badr al-Din Ibrahim (que encara vivia el 1340), Khalil, Pasha Musa (mort el 1345) i probablement un altre de nom Yusuf que fou origen de la branca d'amirs karàmanides d'Alanya.